# Ulla Larsen
Ulla Larsen (* 15. April 1941 in Frederiksberg; † 6. August 2021) war eine dänische Schauspielerin.

## Leben
Ulla Larsen war die Adoptivtochter der Krankenschwester Laura Sofie Larsen († 1988). Sie war zunächst als Hebamme in einem Krankenhaus in Kopenhagen tätig. Später war Larsen an verschiedenen Theatern in Dänemark tätig, so auch am Königlichen Theater Kopenhagen, wo sie unter der Regie von Stig Lommer spielte. In den 1960er-Jahren war sie in mehreren dänischen Filmen zu sehen.
Ulla Larsen war von 1961 bis 1967 mit dem Schauspieler Preben Kaas verheiratet. Aus der Ehe gingen die Tochter Pernille (* 1962) und der Sohn Jeppe Kaas hervor. Später war sie mehrere Jahre mit dem Pianisten Niels Jørgen Steen in einer Beziehung. In zweiter Ehe war sie seit April 1987 mit dem Schauspieler Kjeld Nørgaard verheiratet.
Ulla Larsen starb am 6. August 2021 im Alter von 80 Jahren. Ihre Asche wurde im Meer verstreut.

## Filmografie
- 1959: Pigen i søgelyset
- 1960: Patrasche, mein kleiner Freund (A Dog of Flanders)
- 1961: To skøre ho'der
- 1961: Løgn og løvebrøl
- 1964: Jungfernstreich (Fem mand og Rosa)